# Ianuarie 2018
Acest articol este generat integral pe baza informațiilor din articolul 2018 și este actualizat periodic de un robot.
 Editările făcute în articol vor fi șterse la următoarea actualizare! Dacă doriți să faceți modificări, editați articolul-sursă.

ianuarie -
februarie -
martie -
aprilie -
mai -
iunie -
iulie -
august -
septembrie -
octombrie -
noiembrie -
decembrie
Ianuarie 2018 a fost prima lună a anului și a început într-o zi de luni.

## Evenimente

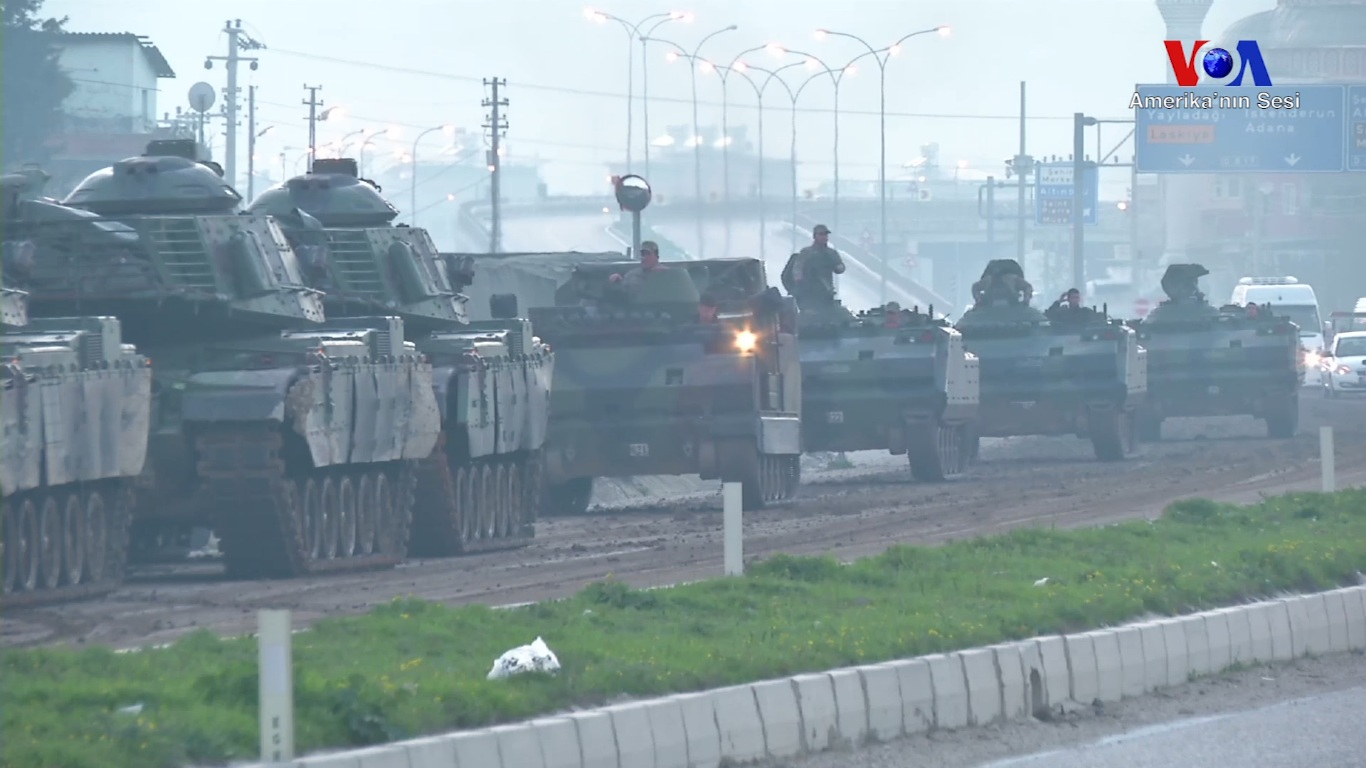
20 ianuarie: Forțele militare terestre din Turcia au invadat regiunea controlată de miliția kurda Afrin din Siria.

- 1 ianuarie: Bulgaria a preluat președinția semestrială a Consiliului Uniunii Europene de la Estonia.
- 1 ianuarie: Guvernele Arabiei Saudite și Emiratelor Arabe Unite introduc TVA-ul pentru prima dată în istoria lor.[1]
- 1 ianuarie: Alain Berset preia funcția de președinte al Confederației Elvețiene. În vârstă de 45 de ani, Berset este cel mai tânăr președinte al Elveției din 1934.
- 2 ianuarie: În urma refuzurilor repetate ale președintelui Republicii Moldova, Igor Dodon, de a ratifica mai mulți miniștri proeuropeni, Curtea Constituțională a suspendat temporar atribuțiile de numire a noilor miniștri.[2][3]
- 7 ianuarie: În orașul australian Sydney, s-a înregistrat cea mai ridicată temperatură din ultimii 79 de ani, termometrele înregistrând 47,3 °C [4] în timp ce în estul Statelor Unite și a Canadei s-au înregistrat temperaturi record de aproape -50 °C [4] În România, de Bobotează și de Sf. Ioan s-au înregistrat temperaturi de aproape 20 °C.[5]
- 12-13 ianuarie: Alegeri prezidențiale în Cehia.
- 13 ianuarie: Agenția de gestionare a situațiilor de urgență din Hawaii au trimis o alarmă falsă de avertizare cu privire la un atac de rachetă balistică care a provocat panica în stat.
- 14 ianuarie: În Peru are loc un cutremur cu magnitudinea de 7,1 pe scara Richter, înregistrîndu-se două decese și 26 de răniți.[6]
- 14 ianuarie: Scufundarea petrolierului iranian MV Sanchi în marea Chinei de Est provoacă cea mai importantă scurgere de ulei din ultimii 27 de ani.
- 15 ianuarie: La finalul ședinței Comitetului Executiv Național al PSD, după retragerea sprijinului politic, prim-ministrul Mihai Tudose și-a anunțat demisia.
- 16 ianuarie: Prima vizită în România a unui prim-ministru din Japonia. Premierul Shinzo Abe a vizitat Muzeul Satului (în lipsa unei întâlniri cu premierul demisionar al României) și a fost primit de președintele Klaus Iohannis.
- 17 ianuarie: Președintele Klaus Iohannis a desemnat-o pe Vasilica-Viorica Dăncilă, propusă de PSD, pentru funcția de prim-ministru al României.
- 17 ianuarie: Guvernul ceh, condus de premierul Andrej Babis, și-a anunțat demisia la o zi după ce nu a reușit să obțină votul de încredere din partea camerei inferioare a legislativului de la Praga.

- 17 ianuarie: Tapiseria de la Bayeux, care descrie Cucerirea normandă a Angliei și care măsoară aproape 70 de metri lungime, va fi expusă pentru prima dată în Marea Britanie, după ce președintele francez Emmanuel Macron a fost de acord să o împrumute pentru prima dată în 950 de ani.[7]
- 20 ianuarie: Proteste de amploare în București și în marile orașe din țară împotriva modificărilor legilor justiției. În București protestatarii s-au deplasat în marș de la Piața Universității către Palatul Parlamentului, unde zeci de mii de oameni și-au aprins luminile de la telefoane.
- 20 ianuarie: Turcia, condusă de președintele Recep Tayyip Erdoğan, anunță începerea unei ofensive militare pentru a captura o parte din Siria de nord de la forțele kurde, în contextul actualului conflict kurd-turc.
- 24 ianuarie: Celebrarea a 159 de ani de la Mica Unire – Unirea Principatelor Române sub conducerea lui Alexandru Ioan Cuza. Mica Unire de la 1859 a fost primul pas important pe calea înfăptuirii statului național unitar român.
- 24 ianuarie: Două primate din genul macac, au fost clonate în premieră mondială într-un laborator din China, prin aceeași metodă cu care a fost creată oaia Dolly, cu 22 de ani în urmă.[8]
- 27 ianuarie: Președintele ceh în funcție, Miloš Zeman, care s-a opus imigrației și a obiectat împotriva sancțiunilor UE împotriva Rusiei, este ales pentru al doilea mandat ca președinte al Republicii Cehe, după ce a obținut 51,8% din voturi în fața contracandidatului pro-UE Jiří Drahoš.[9]
- 29 ianuarie: Viorica Dăncilă este confirmată de Parlament și devine prim-ministru, fiind prima femeie din România care ocupa acest post. Ea este al treilea prim-ministru al României în mai puțin de 13 luni.
- 31 ianuarie: Are loc o eclipsă totală de Lună vizibilă în Oceania, Asia și America de Nord, care coincide cu o SuperLuna și o Lună albastră.[10] Această coincidență a celor trei evenimente astronomice nu a mai fost observată de 35 de ani.

## Decese
- 2 ianuarie: Garabet A. Kümbetlian, 81 ani, profesor universitar român de etnie armeană (n. 1936)
- 4 ianuarie: Aharon Appelfeld, 85 ani, scriitor evreu (n. 1932)
- 5 ianuarie: Marián Labuda, 73 ani, actor slovac (n. 1944)
- 5 ianuarie: John Watts Young, 87 ani, astronaut, ofițer de marină și aviator, pilot de încercare și inginer aeronautic american (n. 1930)
- 7 ianuarie: France Gall (n. Isabelle Geneviève Marie Anne Gall), 70 ani, cântăreață franceză, câștigătoare Eurovision (1965), (n. 1947)
- 10 ianuarie: Nicolae Edroiu, 78 ani, istoric român, membru corespondent al Academiei Române (n. 1939)
- 10 ianuarie: Lucky Marinescu (Lucreția Marinescu), 83 ani, interpretă română de muzică ușoară și moderatoare TV (n. 1934)
- 10 ianuarie: Ștefan Papadima, 64 ani, matematician român (n. 1953)
- 11 ianuarie: Elisabeta Isanos (n. Elisabeta Camilar), 76 ani, scriitoare română (n. 1941)
- 14 ianuarie: Dan Gurney (n. Daniel Sexton Gurney), 86 ani, pilot american de Formula 1 (n. 1931)
- 15 ianuarie: Dolores O'Riordan (Dolores Mary Eileen O'Riordan), 46 ani, cântăreață și compozitoare irlandeză (The Cranberries, D.A.R.K.), (n. 1971)
- 17 ianuarie: Fedor Vidas, 94 ani, scriitor, jurnalist, redactor și scenarist croat (n. 1924)
- 18 ianuarie: Peter Mayle, 78 ani, scriitor britanic (n. 1939)
- 19 ianuarie: Serghei Litvinov, 59 ani, atlet rus, campion olimpic (1988), (n. 1958)
- 19 ianuarie: Dorothy Malone, 93 ani, actriță americană de film (n. 1924)
- 19 ianuarie: Fredo Santana, 27 ani, rapper american (n. 1990)
- 20 ianuarie: Paul Bocuse, 91 ani, bucătar șef francez, expert în gastronomie (n. 1926)
- 21 ianuarie: Tsukasa Hosaka, 80 ani, fotbalist japonez (portar), (n. 1937)
- 21 ianuarie: Gheorghe Munteanu, 83 ani, pictor și profesor sovietic din R. Moldova (n. 1934)
- 22 ianuarie: Ursula K. Le Guin (n. Ursula Kroeber), 88 ani, scriitoare americană de literatură SF (n. 1929)
- 24 ianuarie: Attila Verestóy, 63 ani, senator român de etnie maghiară (n. 1954)
- 25 ianuarie: Claribel Alegría (n. Clara Isabel Alegría Vides), 93 ani, jurnalistă și scriitoare din Nicaragua (n. 1924)
- 25 ianuarie: Neagu Djuvara, 101 ani, istoric, filosof și diplomat român (n. 1916)
- 27 ianuarie: Ingvar Kamprad, 91 ani, om de afaceri suedez, fondatorul retailer-ului suedez de mobilă IKEA (n. 1926)
- 27 ianuarie: Uta Poreceanu-Schlandt, 81 ani, sportivă română (gimnastică artistică), (n. 1936)
- 29 ianuarie: Ion Ciubuc, 74 ani, economist și om politic din R. Moldova, prim-ministru (1997-1999), (n. 1943)